# Naoto Ogata
Naoto Ogata (緒形直人, Ogata Naoto), né le 22 septembre 1967 à Yokohama dans la préfecture de Kanagawa au Japon, est un acteur japonais.

## Biographie
Naoto Ogata est le fils de l'acteur Ken Ogata (1937-2008) et le frère de Kanta Ogata (ja) également acteur.

## Filmographie partielle
- 1988 : Yūshun (優駿 ORACIÓN?) de Shigemichi Sugita (ja) : Hiromasa Wataumi
- 1996 : Waga kokoro no ginga tetsudō: Miyazawa Kenji monogatari (わが心の銀河鉄道 宮沢賢治物語?) de Kazuki Ōmori : Kenji Miyazawa
- 2002 : Hi wa mata noboru (陽はまた昇る) de Kiyoshi Sasabe : Eguchi
- 2007 : À la diagonale de l'étoile polaire (北辰斜にさすところ, Hokushin naname ni sasu tokoro?) de Seijirō Kōyama : Shogo Kusano
- 2010 : Space Battleship (Space Battleship ヤマト, Uchu Senkan Yamato?) de Takashi Yamazaki : Daisuke Shima, le navigateur en chef
- 2016 : Rokuyon zenpen (64（ロクヨン) 前編?) de Takahisa Zeze
- 2016 : Rokuyon kōhen (64（ロクヨン) 後編?) de Takahisa Zeze
- 2018 : Une affaire de famille (万引き家族, Manbiki kazoku?) de Hirokazu Kore-eda : le vrai père d'Aki
- 2020 : Fukushima 50 de Setsurō Wakamatsu : Nojiri

## Distinctions
Sauf indication contraire, les informations mentionnées dans cette section peuvent être confirmées par la base de données cinématographiques IMDb,  présente dans la section « Liens externes ».

### Récompenses
- 1989 : Prix du meilleur nouvel acteur de l'année pour son interprétation dans Yūshun aux Japan Academy Prize[1]
- 1989 : Prix Blue Ribbon du meilleur nouvel acteur pour son interprétation dans Yūshun[2]
- 1989 : Prix Kinema Junpō du meilleur nouvel acteur pour son interprétation dans Yūshun

### Sélections
- 1997 : Prix du meilleur acteur pour son interprétation dans Waga kokoro no ginga tetsudō: Miyazawa Kenji monogatari aux Japan Academy Prize[3]